# 1719 год в музыке

## События
- 27 января — немецкий печатник и издатель Бернхард Кристоф Брайткопф (Bernhard Christoph Breitkopf) основывает фирму Breitkopf & Härtel, старейшее музыкальное издательство в мире.
- Февраль — Георг Фридрих Гендель становится музыкальным директором только что основанной Королевской академии музыки.
- Доменико Скарлатти становится капельмейстером португальского короля Жуана V.
- Иоганн Маттезон становится капельмейстером герцога Гольштейнского.
- Джузеппе Питони становится хормейстером Собора Святого Петра в Риме.
- Итальянский скрипач и композитор Франческо Верачини (итал. Francesco Veracini) выступает во замке Морицбург на свадьбе наследного принца.
- Антонио Страдивари делает виолончель «Герцог Мальборо».
- Японский аристократ Тамагусуку Тёкун (яп. 玉城 朝薫, англ. Tamagusuku Chōkun) впервые поставил танец-драму в стиде Куми Одори (яп. 組踊, англ. kumi odori).[1]
- Французский композитор Жан-Батист Морен (фр. Jean-Baptiste Morin) становится учителем музыки Луизы-Аделаиды, дочери Филиппа II, герцога Орлеанского.
- Томас Флот (англ. Thomas Fleet) издаёт «Мелодии матушки Гусыни для детей» (англ. Mother Goose's Melodies For Children).
- В Херефорде, Глостере и Вустере состоялась первая ежегодная музыкальная ассамблея с участием хоров местных кафедральных соборов. Так было положено начало одному из старейших в мире классических хоровых фестивалей — Фестивалю трёх хоров (англ. Three Choirs Festival).

## Классическая музыка
- Иоганн Себастьян Бах — Бранденбургский концерт № 4 Соль мажор.
- Жак Оттетер — учебник «Искусство прелюдии на поперечной флейте» (фр. L’Art de préluder sur la flûte traversière).

## Опера
- Алессандро Скарлатти — «Марк Аттилий Регул» (итал. Marco Attilio Regolo).
- Антонио Вивальди —
  - «Тейцон» (итал. Teuzzone)
  - «Тито Манлио» (итал. Tito Manlio).

## Родились
- 2 апреля — Винченцо Легренцио Чампи, итальянский композитор и дирижёр.
- 9 ноября — Доменико Лоренцо Понциани, итальянский эрудит и шахматист (умер 15 июля 1796).
- 14 ноября — Леопольд Моцарт, австрийский скрипач и барочный композитор, отец и учитель В. А. Моцарта (умер 28 мая 1787).
- Дата неизвестна (крещён 1 января 1720) — Иоганн Христоф Альтниколь (нем. Johann Christoph Altnickol), немецкий композитор, бас и органист, зять и музыкальный копиист Иоганна Себастьяна Баха (похоронен 25 июля 1759).

## Умерли
- 19 января — Иоахим Тильке (нем. Joachim Tielke), немецкий музыкальный мастер (родился 14 октября 1641).
- Июль — Иоганн Валентин Медер, немецкий органист, певец и композитор (родился 3 мая 1649).
- 28 июля (похоронен) — Арп Шнитгер (нем. Arp Schnitger), органный мастер (родился 2 июля 1648).
- Дата неизвестна —
  - Михаэль Митке (нем. Michael Mietke), мастер клавесинов и арф (родился в 1656/1671).
  - Андре Резон (фр. André Raison), французский композитор и органист, учитель Луи Николя Клерамбо (родился в 1640-х годах).
- Предположительно —
  - Джон Лентон (англ. John Lenton), английский скрипач, певец и композитор (родился 4 марта 1657).
  - Иоганн Шпет (нем. Johann Speth), немецкий органист и композитор (родился 9 ноября 1664).
  - Франческо Антонио Урио (итал. Francesco Antonio Urio), итальянский барочный композитор (родился 1631 или 1632).